# Vysoké Veselí
Vysoké Veselí (deutsch Hochwessely, auch Hoch Wessely, Hochwesseln, Hohen Wessely) ist eine Stadt in Tschechien. Sie liegt 13 Kilometer südöstlich von Jičín und gehört zum Okres Jičín.

## Geographie

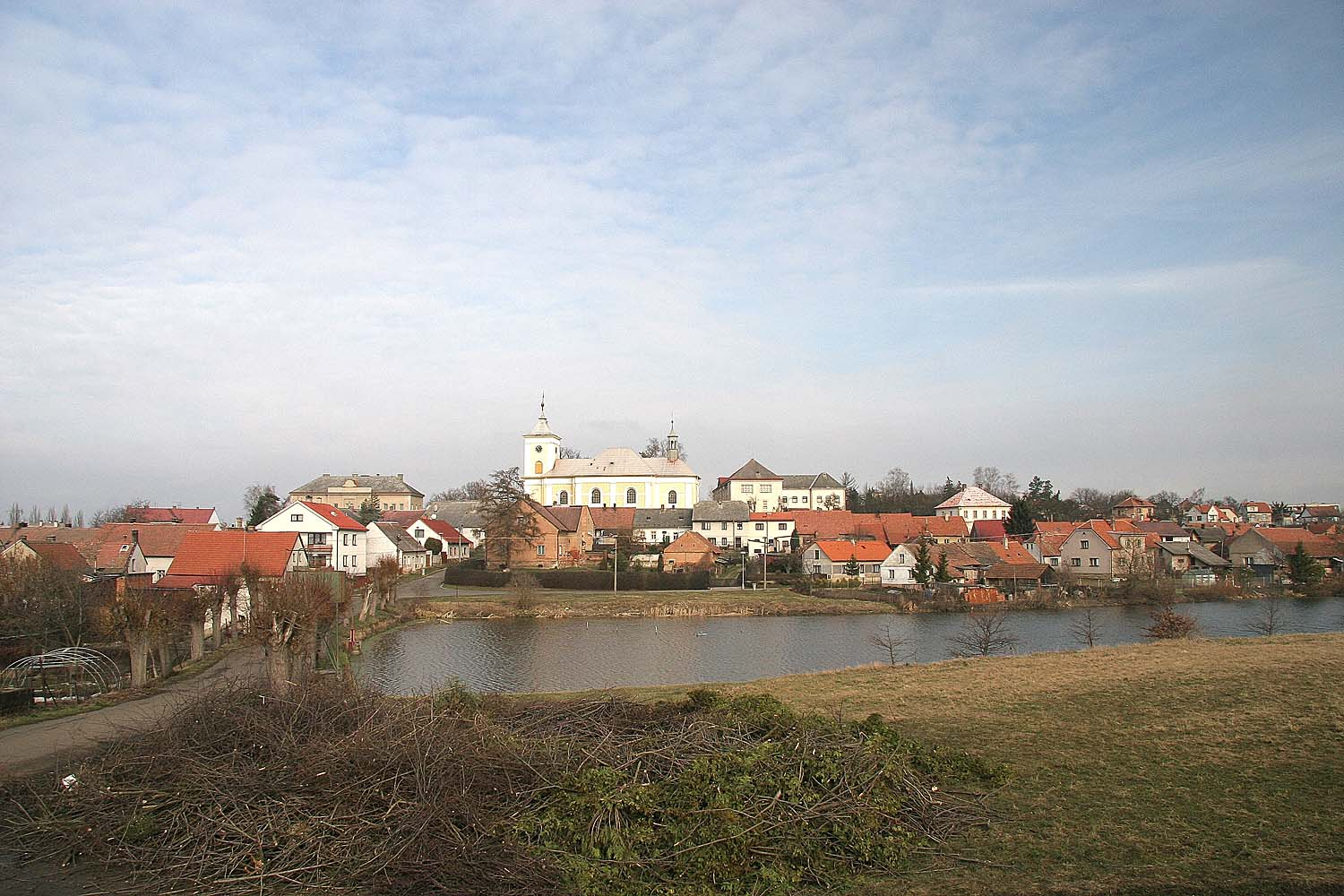
Blick von Süden über den Šmejkal auf die Stadt

Vysoké Veselí befindet sich am linken Ufer der Cidlina auf der Ostböhmischen Tafel. Westlich der Stadt liegt der Teich Velkoveselký rybník und am südöstlichen Stadtrand der kleinere Šmejkal. Im Südosten erhebt sich im Wald Veselský les der Hügel „U Liščích děr“ (286 m).
Nachbarorte sind Dolní Hradišťko, Hradišťko, Veselská Lhota und Stříbrnice im Norden, Chomutičky und Nevratice im Nordosten, Staré Smrkovice im Osten, Chotělice im Südosten, Hrobičany und Velešice im Süden, Sběř und Kozojedy im Südwesten, Volanice im Westen sowie Nový Dvůr und Vlhošť im Nordwesten.

## Geschichte
Veselí wurde wahrscheinlich vor dem Ende des 13. Jahrhunderts als eines der Zentren der Wartenberger in Nordostböhmen gegründet. Auf der Kuppe über der Cidlina entstand eine große Feste und darunter das Dorf. Ab 1283 gehörten die Güter Beneš I. von Wartenberg, ihm folgte zwischen 1297 und 1312 Beneš II., der sich das Prädikat von Weselí und Wartenberg zulegte. Es wird angenommen, dass Veselí noch vor der Gründung von Nový Bydžov städtische Rechte erhielt. Im Jahre 1311 ist der Bürger und Rat Conrad de Wesel in Nový Bydžov nachweisbar. Als Beneš II. Sohn Ješek 1332 starb, wurden die Güter geteilt. Zur neuen Herrschaft Veselí gehörten neben der Feste und einem Vorwerkshof das Städtchen Veselí und die Dörfer Vlhošť, Hrobičany und Sběř. 1335 wurde die Pfarrkirche St. Nikolaus erstmals erwähnt. Veselí war zu dieser Zeit neben Nový Chlumec, Hradišťko und Žiželice eines der vier Mediatstädtchen die um die Königstadt Nový Bydžov im Cidlinagebiet lagen. Ab 1361 wurde Beneš III. Wartenberg Besitzer von Veselí. Ihm folgten 1385 Peter von Wartenberg und nach ihm Vinzenz von Wartenberg. 1425 fielen die Hussiten in Veselí ein und plünderten das Städtchen. Im selben Jahre wurde Heinrich von Wartenberg Besitzer von Veselí, er vermachte 1434 die Herrschaften Veliš, Jičín, Brada, Veselí, Nový Bydžov und Hradišťko seiner Muhme Machna. Mit ihr erlosch 1438 die Linie der Wartenberger von Veselí und der Besitz fiel Hašek von Waldstein zu.
Nachfolgend wurde die Feste Veselí zum Verwaltungszentrum großer Güter der Umgebung. Zu den nachfolgenden Besitzern gehörten vor 1522 Nikolaus d. Ä. Karlík von Nežetice und ab 1533 das Geschlecht der Bořek Dohalský von Dohalice. Zu dieser Zeit gehörten zur Feste neben dem Vorwerk und dem Städtchen die Dörfer Velešice, Hrobičany und Sběř. 1544 kaufte Nikolaus Bořek Vrbice, Veselská Lhota und einen Teil von Hradíšťko hinzu. 1577 brannte Veselí einschließlich Kirche und Pfarrhaus nieder. Das Pfarrhaus wurde nicht wieder aufgebaut und zwischen 1577 und 1840 war Veselí nach Velešice gepfarrt, wo auch die Familie Bořek Dohalský ihre Familiengrablege hatte. 1580 erteilte Rudolf II. auf Gesuch von Jan Bořek Dohalský Veselí das Recht zur Führung eines Wappens und zur Abhaltung eines jährlichen Viehmarktes. 1616 erfolgte eine Erbteilung unter den Nachkommen von Jaroslav Bořek Dohalský und 1627 verkaufte Jan Bedřich Bořek Dohalský Veselí an Albrecht von Waldstein. 1633 plünderten kursächsische Truppen das Städtchen. Nach Wallensteins Ermordung erhielt Hermann Nidrum von Schardeck die Herrschaft Veselí. Seit 1638 ist eine städtische Brauerei nachweisbar. In der berní rula von 1654 sind für Veselí 42 Anwesen ausgewiesen, von denen elf wüst lagen. Im selben Jahre wurden erneut die Dohalský von Dohalice Besitzer von Wessely. Nach dem Verkauf an die Záruba von Hustířan auf Čistá verlor die Feste im Jahre 1672 ihre Funktion als Herrensitz und wurde dem Verfall preisgegeben. 1689 kaufte Josef von Sternberg auf Bechyně die Herrschaft Wessely und 1715 fiel sie durch Heirat Johann Leopold von Paar zu. Zu dieser Zeit gehörten zum Schloss ein herrschaftlicher Wirtschaftshof, eine Dreiradenmühle und eine Weinbrennerei. Im 18. Jahrhundert wurde das Städtchen als Červené Veselí / Roth Wessely bezeichnet. Die Grafen von Paar ließen die Feste ab 1745 zu einem Barockschloss umbauen, das jedoch nur als Sitz der herrschaftlichen Beamten und als Speicher diente.
1747 hatte das Städtchen 326 Einwohner. Im selben Jahre brannten 56 Häuser der 91 Häuser einschließlich der herrschaftlichen Weinbrennerei, städtischen Brauerei und des Rathauses mit dem Uhrturm ab. Beim Wiederaufbau entstanden erneut zumeist Holzbauten. An der Kleinseite wurde eine herrschaftliche Brauerei errichtet. 1790 war Roth Wessely auf 111 Häuser angewachsen. Im 19. Jahrhundert setzte sich der Name Hoch Wessely durch. Matěj Buva gründete 1825 in Hoch Wessely eine Zichorienfabrik. Später gründete Antonín Kliment eine weitere Zichorienfabrik. 1835 brach ein weiterer größerer Stadtbrand aus, in dessen Folge gemauerte Häuser angelegt wurden.
Nach der Aufhebung der Patrimonialherrschaften bildete Vysoké Veselí / Hochwessely ab 1850 eine Marktgemeinde im Bezirk Nový Bydžov. 1869 war die Errichtung einer Aktienbrauerei westlich des Städtchens am Teich Lhotak vorgesehen. Sie scheiterte jedoch an fehlendem Kapital. 1870 stellte die alte Brauerei den Betrieb ein. Karl von Paar ließ 1871 am vorgesehenen Brauereistandort eine große Zuckerfabrik errichten. Paar ersuchte 1871 erfolglos bei der Böhmischen Centralbahn um Unterstützung für den Bau einer Eisenbahn Kopidlno-Hochwessely-Jitschin. Ebenso erging es 1879 der Gemeindevertretung mit ihrem Gesuch um Errichtung einer Lokalbahn von Smidary über Chotělický und durch den Veselský les nach Vysoké Veselí, die oberhalb des Friedhofes enden sollte. Schließlich begann die Österreichische Lokaleisenbahngesellschaft (ÖLEG) mit dem Bau der Lokalbahn Smidar–Hochwessely. Im November 1881 wurde die Bahn, die westlich des Städtchens am Hof und der Zuckerfabrik endete, eingeweiht. Damit wurde auch die Zuckerfabrik rentabel, die zuvor von Paar bezuschusst wurde. 1880 erreichte das Städtchen mit 1490 Einwohnern die höchste Bevölkerungszahl in seiner Geschichte. Am 5. Mai 1908 erhob Kaiser Franz Joseph I. Vysoké Veselý zur Stadt.
Die Zichorienfabrik Buva wurde 1911 in eine Aktiengesellschaft umgewandelt. 1913 wurde die Zuckerfabrik um eine Schnitzeltrocknerei erweitert.1921 wurden die Zichorienfabriken in Vysoké Veselí und Kolín vereinigt. 1924 stellte die Zichorienfabrik die Produktion ein und die Gebäude dienten als Kornspeicher. Nach dem Verkauf der Zuckerfabrik an die Prager Creditbank diente die Zuckerfabrik ab 1927 nur noch der Verarbeitung von Rohstoffen der Raffinerie in Skřivany und wurde 1932 stillgelegt und abgebrochen. 1930 lebten in Vysoké Veselý 1220 Menschen. Zwischen 1939 und 1950 wurde der Teich Lhotak zum Velkoveselký rybník als Hochwasserspeicher der Cidlina ausgebaut. Veselská Lhota wurde 1947 eingemeindet. 1948 wurden Vysoké Veselí zusammen mit Smidary und Žiželice die Stadtrechte aberkannt. Seit 1961 gehört Vysoké Veselí zum Okres Jičín. Die historische Zichoriendarre wurde 1962 durch einen Brand vernichtet. 1970 erreichte die Einwohnerzahl mit 757 einen Tiefpunkt. Die Eisenbahnstrecke Smidary – Vysoké Veselí wurde 1976 stillgelegt. 1974 erfolgte eine Regulierung der Cidlina zwischen Veselská Lhota und Vysoké Veselí. Dies wurde in den 1980er Jahren weiter bis Smidary fortgesetzt, so dass die Mäander und kleinen Nebenarme verschwanden. Seit 22. Juni 2007 ist Vysoké Veselí wieder eine Stadt.

## Stadtgliederung
Die Stadt Vysoké Veselí besteht aus den Ortsteilen Vysoké Veselí (Hochwessely) und Veselská Lhota (Lhota Weselska).

## Sehenswürdigkeiten

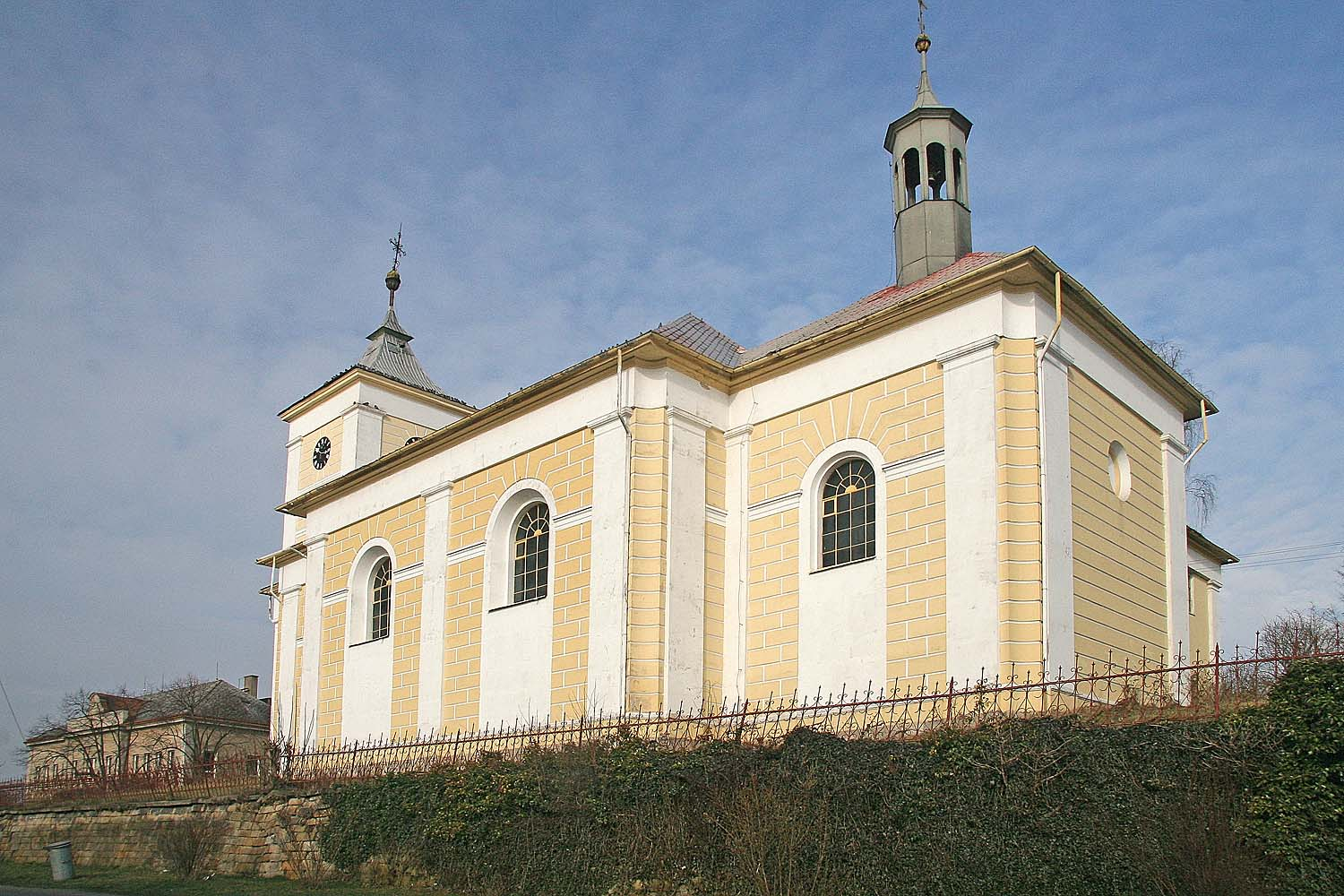
Kirche des hl. Nikolaus von Tolentino

- Kirche des hl. Nikolaus von Tolentino, der ursprünglich barocke Bau entstand 1770 neben dem Schloss und war mit ihm durch eine Brücke verbunden. Nach dem Brand von 1835 wurde sie im Empirestil wiederaufgebaut.
- Schloss Vysoké Veselí, die ursprüngliche Feste wurde 1585 im Renaissancestil umgebaut und ein Steinrelief mit den Wappen der Besitzer Jan Bořek Dohalský von Dohalice und Barbara von Solopysk eingefügt. 1745 erfolgte der Umbau zu einem Barockschloss und an Stelle der Befestigungsanlagen entstand ein Schlossgarten. Nach dem Brand von 1835 erfolgte unter Karl von Paar der Wiederaufbau im Empirestil. 1950 begann der Umbau des Schlosses zu einer Schule. Dabei wurden ohne Rücksicht auf den Wert als Baudenkmal Trennwände eingezogen und ein Teil der historischen Fenster durch neuzeitliche Standardtypen ersetzt. Zwischen 1967 und 1969 wurde schließlich noch die Fassade und weitere Fenster „modernisiert“.
- Renaissance-Eckhaus aus dem Jahre 1586, am Markt
- Marien-Säule an der Kirche, errichtet 1869 auf dem Markt. Dort wurde sie in den 1970er Jahren beseitigt und 1977 an die Kirche versetzt
- Statue der Jungfrau Maria auf der Neustadt, die 1808 geschaffene Figur wurde 1869 vom Markt auf ihren jetzigen Standort umgesetzt
- Statue des hl. Wenzel, am Weg zum Schloss, gestiftet 1807 vom Kaufmann Christoph Erban
- Statue Johannes des Täufers, zwischen der Cidlina-Brücke und dem Spritzenhaus, errichtet 1761
- Statue des hl. Johannes von Nepomuk, geschaffen 1777
- Naturreservat Veselský háj a rybník Smrkovák, südöstlich der Stadt

## Söhne und Töchter der Stadt
- Václav Šimerka (1819–1887), böhmischer Mathematiker